# Telmatoscopus tristis
Telmatoscopus tristis är en tvåvingeart som först beskrevs av Johann Wilhelm Meigen 1830.  Telmatoscopus tristis ingår i släktet Telmatoscopus och familjen fjärilsmyggor. Inga underarter finns listade i Catalogue of Life.